# 鬼臼属
鬼臼属（学名：Dysosma），也称八角莲属，是小檗科下的一个属。该属共有约7种，分布于中国西南部、南部和东部。

## 名称词源
“鬼臼”一名最早见于《神农本草经》，经考据分布于现今的越南北部、中国浙江杭州、江苏南京、湖北襄阳及宜昌、安徽滁县及安庆、河南南部、山东南部（菏泽等）、陕西商县等地。《本草纲目》中描述其“一茎独上，茎生中心而中空，一茎七叶，圆如初生小荷叶，面青背紫，揉其叶作瓜李香，开花在叶下...，叶下附茎开一花，状如铃铎倒垂”。多方记载的“鬼臼”之形态和分布都符合本属植物，很可能包括六角莲和八角莲两个种，故该属中文名称采用鬼臼属。

## 下属物种
本属包括以下物种：
- 云南八角莲 Dysosma aurantiocaulis (Hand.-Mazz.) Hu
- 川八角莲 Dysosma delavayi (Hemsl. & E.H.Wilson) L.K.Fu
- 小八角莲 Dysosma difformis (Hemsl. & E.H.Wilson) T.H.Wang，包括D. tonkinensis (Gagnepain) Hiroe
- 贵州八角莲 Dysosma majorensis (Gagnep.) Hiroë
- 六角莲 Dysosma pleiantha (Hance) Woodson
- 西藏八角莲 Dysosma tsayuensis T.S.Ying
- 八角莲 Dysosma versipellis (Hance) M.Cheng
- 白毛八角莲 Dysosma villosa Z.W.Wang & H.C.Xi[5]

Podophyllum hemsleyi J. M. H. Shaw & Stearn、Podophyllum glaucescens J. M. H. Shaw、Podophyllum trilobulum J. M. H. Shaw这三个现一般归入北美桃儿七属的物种可能实际也属于鬼臼属，均为中国特有，但这三种的相关标本较少，目前也没有包括这三种在内的系统发生分析。